# Khangai
Les muntanyes Khangai són una serralada de la Mongòlia central, a 400 km de la capital, Ulaanbaatar. S'estenen des del nord-oest fins al centre del país, aproximadament uns 100 km a l'est de les muntanyes Altai i són un dels cinturons de muntanyes més grans de l'Àsia interior, amb una extensió de 150.000 km2.
El pic més alt n'és l'Otgon Tenger Uul, que té una alçada de 3.905, 4.021, o 4.031 m segons diferents fonts i que és l'únic amb neu permanent. El segon cim en alçada és el mont Erkhet, de 3.535 m.
Les muntanyes Khangai alimenten els principals rius que discorren en direcció nord i que pertanyen a la conca de l'Àrtic, com ara l'Orkhon, Selenge, Ideriin, Zavkhan, Orog, i Böön tsagaan.

## Relleu
L'estructura actual de la serralada és heterogènia. Hi ha zones amb valls fluvials en forma de V envoltades per muntanyes que s'alcen 1.000 m o més sobre el fons de la vall. En altres zones, els pendents envolten valls amples de fons pla per on circulen rius que es divideixen en branques i formen meandres amplis.
Actualment, només hi ha proves d'una petita glacera moderna, tot i que durant el Pleistocè estaven més esteses.
Durant el Cenozoic, hi van esdevenir nombrosos episodis volcànics de laves basanítiques que recorrien desenes de quilòmetres a través de relleus poc pronunciats, com a colades de vall.